# Peritoneale prikkeling
Peritoneale prikkeling is een pijnlijke prikkeling van het buikvlies (peritoneum). 

## Presentatie
Bij peritoneale prikkeling is er sprake van een sterk gelokaliseerde en scherpe pijn, die erger wordt bij aanraken, hoesten en bewegen. Het kan het ademhalen bemoeilijken. Lichamelijk onderzoek wordt vaak bemoeilijkt doordat de patiënt de buikspieren automatisch aanspant (zogenaamde 'défense musculaire').

## Oorzaken
Peritoneale pijn komt onder andere voor bij een blindedarmontsteking, diverticulitis, darmperforatie en tuberculose. 